# 555

555(오백오십오)는 554보다 크고 556보다 작은 자연수다.

## 수학
- 합성수로, 그 약수는 1, 3, 5, 15, 37, 111, 185, 555다. 진약수의 합은 357이므로, 555는 부족수다.
- 66번째 쐐기수다. 앞의 쐐기수는 534, 다음 쐐기수는 561이다.
  - 17번째 홀수 쐐기수다. 앞의 홀수 쐐기수는 483, 다음은 561이다.
- 회문수다.
- {\displaystyle 31^{4}-1}은 555로 나누어떨어진다.

## 과학
- NGC 555(영어판): 고래자리 방향에 있는 렌즈형 은하.

## 교통

### 철도
- 수도권 전철 5호선 미사역의 역번호.
- P555: 수도권 전철 5호선 마천역의 역번호.

### 도로
- 아우토반 555호선: 독일의 고속도로.
- 현도 제555호선

## 군사
- U-555(영어판): 제2차 세계 대전에 사용된 나치 독일의 군용 잠수함.

## 문화유산
- 대한민국의 보물 제555호: 도기 배모양 명기

## 작품
- 《가면라이더 555》: 2003년 1월 26일부터 2004년 1월 18일까지 방영된 일본의 텔레비전 드라마이자 특촬물.

## 기타
- 연도: 555년, 기원전 555년
- 555 캘리포니아 스트리트: 미국 샌프란시스코에 있는 지상 52층 규모의 마천루.
- 미국과 캐나다의 창작물에 등장하는 전화번호는 555로 시작하는 경우가 많다.